# Каттерфельд, Иоганн Фридрих Филипп
Иоганн Фридрих Филипп Каттерфельд (нем. Johann Friedrich Philipp Katterfeld; 1794—1869) — лифляндский деятель, пастор.
Автор статьи «Schreiben an den Baron von Brüningk» (о занятии проповедников сельским хозяйством) в «Экономических и деловых прибавлениях к Газете остзейских провинций» («Oekonomisch-gemeinnützige Beylagen zum Ostsee-Provinzen-Blatte»; 1826, № 3 и 4), ряда статей в первых латышских периодических изданиях Иоганна Германа Трея «Друг латышей» (латыш. «Tas Latviešu Ļaužu Draugs», в старой орфографии «Latweeschu lauschu draugs») и «Друзьям Божьего слова» («Dieva vārda mīļotājiem», в старой орфографии «Deewa wahrdu mihlotajeem»).